# Quatrième programme-cadre
Le quatrième programme-cadre (en abrégé FP4) était le programme cadre de l'Union européenne pour la recherche et le développement technologique sur la période allant de 1994 à 1998.

## Budget
Le budget du programme s'est élevé à 13,215 milliards d'euros.

## Priorités
Le programme était subdivisé en quatre priorités :
- recherche, programme de développement technologique et démonstration (9,432 millions euros),
- coopération avec les pays tiers et les organisations internationales (540 millions d'euros),
- partage et optimisation des résultats (330 millions d'euros),
- formation et mobilité des chercheurs (744 millions d'euros).

## Sources

## Compléments